# 岸石岩右エ門
岸石岩右エ門（きしいし いわえもん、生没年不詳）は、九州出身の元大相撲力士。最高位は前頭2枚目。

## 経歴
岸石の四股名は餝間津浪之助の前名であることから、餝間津の弟子あるいは同門であると推測される。
宝暦11年10月場所に幕下筆頭に附け出されると、全休であったにもかかわらず翌宝暦12年3月場所にいきなり前頭2枚目に新入幕を果たす。同場所は1勝5敗と不振で、宝暦13年4月場所では幕下5枚目まで落とされ、出場せずに引退。わずか3場所の土俵人生であった。